# Рикбег из Рикшенка
«Рикбег из Рикшенка» (англ. The Rickshank Rickdemption) — первый эпизод третьего сезона американского мультсериала «Рик и Морти». Сценарий к эпизоду написал Майк Макмэхан, а режиссёром выступил Хуан Меса-Леон.
Название эпизода отсылает к фильму «Побег из Шоушенка» (1994).
Премьера эпизода состоялась 1 апреля 2017 года в блоке Adult Swim на Cartoon Network. Эпизод посмотрели около 676 тысяч зрителей во время выхода в эфир.

## Сюжет
Во время заключения Рика Санчеза Галактическая Федерация присоединяет к себе Землю, и семья Смитов пытается справиться с его отсутствием. Саммер эксгумирует останки альтернативного Рика на их заднем дворе, намереваясь использовать портальную пушку и спасти его. Морти, однако, пытается раскрыть недостатки Рика Саммер, перенеся её в его измерение — во вселенную, где Земля была превращена в пустошь из-за вируса, превращающего всех людей в ужасных монстров в результате беспечности Рика. Всё это время учёные Галактической Федерации пытаются раскрыть секрет портальной пушки Рика, посылая Корнвелиуса Майкла в его разум, чтобы допросить того, используя мысленные образы из его прошлого.
Морти и Саммер захвачены семьёй Смитов из мира Кроненбергов, но спасаются Рик-спецназом, который отправляет их к Совету Риков. Узнав, что Рик был схвачен, Совет Риков объявляет о своём плане отправить Рик-спецназ для его убийства. В тюрьме Рик обманывает Галактическую Федерацию, полагая, что он раскрыл секреты своей портальной пушки. С ослабленной охраной Рик взламывает технологию Федерации, чтобы поменяться телами с Корнвелиусом Майклом. Его настоящее тело застрелено членом команды Рик-спецназа, который прибывает к нему, не подозревая, что он всё ещё жив.
Рик переносит своё сознание в Рика командующего войсками Цитадели и убивает остальных. Он проникает в Цитадель Риков и телепортирует станцию в то же место, что и тюрьма Федерации. Это подталкивает обе стороны к массовому сражению; Затем Рик в хаосе спасает Морти и Саммер и убивает Совет Риков. В суматохе Рик входит в мэйнфрейм Федерации — выясняется, что это причина его сдачи. Он использует этот доступ, чтобы обесценить галактическую валюту, тем самым разрушив экономику Федерации. Галактическая Федерация впадает в хаос и в результате рушится, а инопланетяне покидают Землю.
Провозглашённый Саммер и Бет героем, Рик возвращается в дом Смитов, где Джерри ставит Бет ультиматум: или уходит он или Рик. Рик, Саммер и Морти уходят в гараж, чтобы дать им обсудить это. Вскоре Бет говорит, что разводится с Джерри. Поскольку всё становится как было, Рик остаётся наедине с Морти, и говорит ему, что его скрытый мотив состоял в том, чтобы заставить Галактическую Федерацию и Джерри «уйти», наказав Джерри за его предательство, угрожая сдать его правительству в финале второго сезона и стать главой семьи. Это переходит в монолог Рика, посвящённый его разглагольствованиям в конце пилотного эпизода, о том, что их приключения обязательно будут более мрачными, чем раньше. Рик также рассказывает, что его мотивирует поиск сычуаньского соуса, когда-то доступного в Макдональдсе в качестве рекламной акции к мультфильму «Мулан» 1998 года.
В сцене после титров Тэмми наблюдает за воскрешением Птичьей личности в виде киборга, прозванного «Феникс личностью».

## Отзывы
Джесси Шедин из IGN оценил эпизод на 9/10, заявив, что «Джастину Ройланду и Дэну Хармону удалось создать весёлый, мрачно-острый конфликт, совершенно не похожий на то, чего ожидали фанаты». Он также похвалил способность серии бросать вызов ожиданиям, предлагая «мрачный портрет сумасшедшего учёного, который ненавидит всех остальных почти так же сильно, как ненавидит себя». Зак Блуменфельд из Paste назвал «Рикбег из Рикшенка» «вершиной всех анимационных телепередач», эпизод, в котором характерно более глубокое развитие персонажей и юмор, который соперничал с «Вспомнить Вэ Сэ Йо» и «Мисиксами и разрушение». Джо Матар из Den of Geek наблюдал за «предыдущим развитием сюжета Рика и Морти, напомнив нам о приверженности сериала своей постоянной мультивселенной» в премьере, которую он считал лучшей в сериале.